# L'os i el devot dels jardins
L'os i el devot dels jardins és una faula recollida per Jean de La Fontaine el 1678.

## Argument
Un jardiner es va aïllar del món per poder tenir cura de les seves flors. En la seva solitud es va fer amic d'un os que l'estimava molt. Cada dia, mentre l'home feia la migdiada, l'os el vigilava i espantava les mosques que li podien molestar. Una tarda una mosca no parava de voltar per sobre la cara del jardiner. L'os intentava allunyar-la amb les potes debades. Finalment, la mosca va posar-se al nas de l'home. L'os va agafar una pedra per matar-la i sense voler va esclafar també el jardiner.

## Anàlisi
La lliçó de la faula apareix de manera explícita al final de la narració: val més tenir enemics que no pas amics ximples. L'os, encara que amb bona intenció, acaba matant el jardiner, qui havia triat malament l'objecte de la seva amistat, aïllant-se de la companyia humana.
La història és una adaptació d'una faula continguda al Panchatantra, del qual deriva una expressió sobre les amistats ximples encara viva a l'Iran. Hi ha altres variants regionals que proven l'èxit de la història a la tradició oral.